# David Leavitt
Pour les articles homonymes, voir Leavitt.
David Leavitt, né le 23 juin 1961 à Pittsburgh, est un écrivain américain.

## Biographie
David Leavitt fait ses études à l'Université Yale.
Son premier roman, Le Langage perdu des grues, raconte la découverte de l'homosexualité par un jeune homme dont le père finit également par assumer son amour des hommes. Il a fait l'objet d'une adaptation télévisée en 1991 par Nigel Finch (en). 
En 1993, pour son roman While England Sleeps, il reprend des pages écrites par Stephen Spender, qui le poursuit en justice pour cet emprunt. Le roman remanié reparaît en 1995, et l'épisode lui inspire une nouvelle dans L'Art de la dissertation.
Son roman The Page Turner est adapté au cinéma par Ventura Pons en 2002, sous le titre Food of Love. Il a aussi écrit une biographie d'Alan Turing.
Il enseigne la littérature anglaise et l'écriture à l'Université de Floride.

## Œuvres

### Romans
- The Lost Language of Cranes (1987) - Le Langage perdu des grues, Denoël, 1988 ; 2000.
- Equal Affections (1989) - Tendresses partagées, Flammarion, 1990.
- While England Sleeps (1993 ; remanié et republié en 1995)
- The Page Turner  (1998)
- Martin Bauman; or, A Sure Thing (2000)
- Florence, a Delicate Case (2002)
- The Body of Jonah Boyd (2004) - Le Manuscrit perdu de Jonah Boyd, Denoël, 2005.
- The Indian Clerk  (2007) - Le comptable Indien, Denoël, 2009.

### Recueils de nouvelles
- Family Dancing (1984) - Quelques pas de danse en famille, Denoël, 1986 ; 1999.
- A Place I've Never Been (1990) - A vos risques et périls, Flammarion, 1992.
- The Art of Dissertation - L'Art de la dissertation, Flammarion, 1999 ; J'ai lu.
- Arkansas (1997)
- The Marble Quilt (2001)
- Le Cottage perdu, Encre bleue éd., 2000

### Essais
- Italian Pleasures (1996) (with Mark Mitchell)
- Pages Passed from Hand to Hand: The Hidden Tradition of Homosexual Literature in English from 1748 to 1914 (1997) (with Mark Mitchell)
- In Maremma: Life and a House in Southern Tuscany (2001) (with Mark Mitchell)
- The Man Who Knew Too Much: Alan Turing and the Invention of the Computer (2005) - Alan Turing, l'homme qui inventa l'informatique, Dunod, 2007